# Eleições europeias de 2019 em Beja

## Resultados Oficiais
| Partido                 | Partido                                         | Votos  | %               | +/-   |
| ----------------------- | ----------------------------------------------- | ------ | --------------- | ----- |
|                         | Partido Socialista                              | 3 098  | 31,02 / 100,00  | 0,18  |
|                         | Coligação Democrática Unitária                  | 2 451  | 24,54 / 100,00  | 10,63 |
|                         | Bloco de Esquerda                               | 1 073  | 10,74 / 100,00  | 6,41  |
|                         | Partido Social Democrata                        | 1 023  | 10,24 / 100,00  | -     |
|                         | CDS – Partido Popular                           | 495    | 4,96 / 100,00   | -     |
|                         | Pessoas–Animais–Natureza                        | 342    | 3,42 / 100,00   | 2,37  |
|                         | Basta!                                          | 228    | 2,28 / 100,00   | 1,85  |
|                         | Partido Comunista dos Trabalhadores Portugueses | 186    | 1,86 / 100,00   | 0,53  |
|                         | Aliança                                         | 165    | 1,65 / 100,00   | Novo  |
|                         | LIVRE                                           | 133    | 1,33 / 100,00   | 0,11  |
|                         | Outros (com menos de 1,00%)                     | 220    | 2,20 / 100,00   |       |
| Votos Inválidos         | Votos Inválidos                                 | 573    | 5,73 / 100,00   | 0,31  |
| Total                   | Total                                           | 9 987  | 100,00 / 100,00 |       |
| Eleitorado/Participação | Eleitorado/Participação                         | 29 115 | 34,30 / 100,00  | 2,67  |

## Resultados por Freguesia
Os resultados seguintes referem-se aos partidos que obtiveram mais de 1,00% dos votos:
| Freguesia                                | %     | %     | %     | %     | %    | %    | %    | %    | %    | %    | Votantes |
| Freguesia                                | PS    | CDU   | BE    | PSD   | CDS  | PAN  | B!   | PCTP | A    | L    | Votantes |
| ---------------------------------------- | ----- | ----- | ----- | ----- | ---- | ---- | ---- | ---- | ---- | ---- | -------- |
| Albernoa e Trindade                      | 33,33 | 39,65 | 3,86  | 6,32  | 1,40 | 1,40 | 1,05 | 3,51 | 2,81 | 0    | 285      |
| Baleizão                                 | 23,89 | 52,56 | 9,90  | 3,41  | 0,68 | 1,37 | 0,34 | 2,73 | 0,34 | 0,68 | 293      |
| Beja (Salvador e Santa Maria da Feira)   | 29,27 | 20,33 | 13,00 | 10,90 | 4,62 | 4,36 | 3,23 | 0,94 | 2,03 | 2,25 | 2 661    |
| Beja (Santiago Maior e São João Batista) | 28,08 | 19,19 | 11,91 | 14,09 | 7,30 | 4,23 | 2,27 | 1,39 | 1,73 | 1,32 | 4 231    |
| Beringel                                 | 36,97 | 29,53 | 5,96  | 8,68  | 4,22 | 1,49 | 0,50 | 1,99 | 1,49 | 0,99 | 403      |
| Cabeça Gorda                             | 40,65 | 36,16 | 5,74  | 2,24  | 1,25 | 1,50 | 2,49 | 3,24 | 1,50 | 0,75 | 401      |
| Nossa Senhora das Neves                  | 37,42 | 32,04 | 9,89  | 4,30  | 1,29 | 1,51 | 1,72 | 4,30 | 0,65 | 0,22 | 465      |
| Salvada e Quintos                        | 33,75 | 39,45 | 3,97  | 4,22  | 2,98 | 1,24 | 0,99 | 3,47 | 1,49 | 1,49 | 403      |
| Santa Clara de Louredo                   | 38,66 | 40,34 | 3,36  | 3,78  | 1,26 | 2,10 | 1,68 | 2,10 | 2,10 | 0    | 238      |
| Santa Vitória e Mombeja                  | 39,60 | 31,35 | 9,24  | 2,64  | 1,32 | 1,65 | 2,31 | 6,27 | 0,66 | 0,33 | 303      |
| São Matias                               | 47,45 | 18,98 | 14,60 | 3,65  | 2,92 | 2,92 | 1,46 | 2,19 | 0,73 | 0    | 137      |
| Trigaches e São Brissos                  | 40,12 | 25,15 | 10,78 | 3,59  | 3,59 | 0,60 | 2,99 | 1,20 | 0    | 0    | 167      |
| Beja                                     | 31,02 | 24,54 | 10,74 | 10,24 | 4,96 | 3,42 | 2,28 | 1,86 | 1,65 | 1,33 | 9 987    |

#### Albernoa e Trindade
| Partido                 | Partido                                         | Votos | %               | +/-  |
| ----------------------- | ----------------------------------------------- | ----- | --------------- | ---- |
|                         | Coligação Democrática Unitária                  | 113   | 39,65 / 100,00  | 1,46 |
|                         | Partido Socialista                              | 95    | 33,33 / 100,00  | 5,41 |
|                         | Partido Social Democrata                        | 18    | 6,32 / 100,00   | -    |
|                         | Bloco de Esquerda                               | 11    | 3,86 / 100,00   | 2,49 |
|                         | Partido Comunista dos Trabalhadores Portugueses | 10    | 3,51 / 100,00   | 0,89 |
|                         | Aliança                                         | 8     | 2,81 / 100,00   | Novo |
|                         | CDS – Partido Popular                           | 4     | 1,40 / 100,00   | -    |
|                         | Pessoas–Animais–Natureza                        | 4     | 1,40 / 100,00   | 1,13 |
|                         | Basta!                                          | 3     | 1,05 / 100,00   | 0,23 |
|                         | Outros (com menos de 1,00%)                     | 3     | 1,05 / 100,00   |      |
| Votos Inválidos         | Votos Inválidos                                 | 16    | 5,61 / 100,00   | 2,04 |
| Total                   | Total                                           | 285   | 100,00 / 100,00 |      |
| Eleitorado/Participação | Eleitorado/Participação                         | 784   | 36,35 / 100,00  | 5,35 |

#### Baleizão
| Partido                 | Partido                                         | Votos | %               | +/-   |
| ----------------------- | ----------------------------------------------- | ----- | --------------- | ----- |
|                         | Coligação Democrática Unitária                  | 154   | 52,56 / 100,00  | 9,85  |
|                         | Partido Socialista                              | 70    | 23,89 / 100,00  | 10,86 |
|                         | Bloco de Esquerda                               | 29    | 9,90 / 100,00   | 0,13  |
|                         | Partido Social Democrata                        | 10    | 3,41 / 100,00   | -     |
|                         | Partido Comunista dos Trabalhadores Portugueses | 8     | 2,73 / 100,00   | 0,47  |
|                         | Pessoas–Animais–Natureza                        | 4     | 1,37 / 100,00   | 0,13  |
|                         | Partido Nacional Renovador                      | 3     | 1,02 / 100,00   | 1,02  |
|                         | Outros (com menos de 1,00%)                     | 7     | 2,39 / 100,00   |       |
| Votos Inválidos         | Votos Inválidos                                 | 8     | 2,73 / 100,00   | 0,23  |
| Total                   | Total                                           | 293   | 100,00 / 100,00 |       |
| Eleitorado/Participação | Eleitorado/Participação                         | 763   | 38,40 / 100,00  | 7,36  |

#### Beja (Salvador e Santa Maria da Feira)
| Partido                 | Partido                        | Votos | %               | +/-   |
| ----------------------- | ------------------------------ | ----- | --------------- | ----- |
|                         | Partido Socialista             | 779   | 29,27 / 100,00  | 0,66  |
|                         | Coligação Democrática Unitária | 541   | 20,33 / 100,00  | 10,81 |
|                         | Bloco de Esquerda              | 346   | 13,00 / 100,00  | 7,67  |
|                         | Partido Social Democrata       | 290   | 10,90 / 100,00  | -     |
|                         | CDS – Partido Popular          | 123   | 4,62 / 100,00   | -     |
|                         | Pessoas–Animais–Natureza       | 116   | 4,36 / 100,00   | 3,22  |
|                         | Basta!                         | 86    | 3,23 / 100,00   | 2,88  |
|                         | LIVRE                          | 60    | 2,25 / 100,00   | 0,49  |
|                         | Aliança                        | 54    | 2,03 / 100,00   | Novo  |
|                         | Outros (com menos de 1,00%)    | 91    | 3,42 / 100,00   |       |
| Votos Inválidos         | Votos Inválidos                | 175   | 6,58 / 100,00   | 0,62  |
| Total                   | Total                          | 2 661 | 100,00 / 100,00 |       |
| Eleitorado/Participação | Eleitorado/Participação        | 8 811 | 30,20 / 100,00  | 2,70  |

#### Beja (Santiago Maior e São João Batista)
| Partido                 | Partido                                         | Votos  | %               | +/-   |
| ----------------------- | ----------------------------------------------- | ------ | --------------- | ----- |
|                         | Partido Socialista                              | 1 188  | 28,08 / 100,00  | 0,45  |
|                         | Coligação Democrática Unitária                  | 812    | 19,19 / 100,00  | 10,59 |
|                         | Partido Social Democrata                        | 596    | 14,09 / 100,00  | -     |
|                         | Bloco de Esquerda                               | 504    | 11,91 / 100,00  | 7,58  |
|                         | CDS – Partido Popular                           | 309    | 7,30 / 100,00   | -     |
|                         | Pessoas–Animais–Natureza                        | 179    | 4,23 / 100,00   | 2,94  |
|                         | Basta!                                          | 96     | 2,27 / 100,00   | 1,67  |
|                         | Aliança                                         | 73     | 1,73 / 100,00   | Novo  |
|                         | Partido Comunista dos Trabalhadores Portugueses | 59     | 1,39 / 100,00   | 0,20  |
|                         | LIVRE                                           | 56     | 1,32 / 100,00   | 0,69  |
|                         | Nós, Cidadãos!                                  | 43     | 1,02 / 100,00   | Novo  |
|                         | Outros (com menos de 1,00%)                     | 72     | 1,69 / 100,00   |       |
| Votos Inválidos         | Votos Inválidos                                 | 244    | 5,76 / 100,00   | 0,37  |
| Total                   | Total                                           | 4 231  | 100,00 / 100,00 |       |
| Eleitorado/Participação | Eleitorado/Participação                         | 11 691 | 36,19 / 100,00  | 0,30  |

#### Beringel
| Partido                 | Partido                                         | Votos | %               | +/-  |
| ----------------------- | ----------------------------------------------- | ----- | --------------- | ---- |
|                         | Partido Socialista                              | 149   | 36,97 / 100,00  | 4,04 |
|                         | Coligação Democrática Unitária                  | 119   | 29,53 / 100,00  | 0,43 |
|                         | Partido Social Democrata                        | 35    | 8,68 / 100,00   | -    |
|                         | Bloco de Esquerda                               | 24    | 5,96 / 100,00   | 2,46 |
|                         | CDS – Partido Popular                           | 17    | 4,22 / 100,00   | -    |
|                         | Partido Comunista dos Trabalhadores Portugueses | 8     | 1,99 / 100,00   | 0,02 |
|                         | Pessoas–Animais–Natureza                        | 6     | 1,49 / 100,00   | 0,61 |
|                         | Aliança                                         | 6     | 1,49 / 100,00   | Novo |
|                         | Outros (com menos de 1,00%)                     | 9     | 2,24 / 100,00   |      |
| Votos Inválidos         | Votos Inválidos                                 | 30    | 7,44 / 100,00   | 1,54 |
| Total                   | Total                                           | 403   | 100,00 / 100,00 |      |
| Eleitorado/Participação | Eleitorado/Participação                         | 1 161 | 34,71 / 100,00  | 2,35 |

#### Cabeça Gorda
| Partido                 | Partido                                         | Votos | %               | +/-  |
| ----------------------- | ----------------------------------------------- | ----- | --------------- | ---- |
|                         | Partido Socialista                              | 163   | 40,65 / 100,00  | 1,18 |
|                         | Coligação Democrática Unitária                  | 145   | 36,16 / 100,00  | 6,99 |
|                         | Bloco de Esquerda                               | 23    | 5,74 / 100,00   | 4,51 |
|                         | Partido Comunista dos Trabalhadores Portugueses | 13    | 3,24 / 100,00   | 0,17 |
|                         | Basta!                                          | 10    | 2,49 / 100,00   | 2,49 |
|                         | Partido Social Democrata                        | 9     | 2,24 / 100,00   | -    |
|                         | Pessoas–Animais–Natureza                        | 6     | 1,50 / 100,00   | 1,09 |
|                         | Aliança                                         | 6     | 1,50 / 100,00   | Novo |
|                         | CDS – Partido Popular                           | 5     | 1,25 / 100,00   | -    |
|                         | Outros (com menos de 1,00%)                     | 6     | 1,50 / 100,00   |      |
| Votos Inválidos         | Votos Inválidos                                 | 15    | 3,74 / 100,00   | 1,08 |
| Total                   | Total                                           | 401   | 100,00 / 100,00 |      |
| Eleitorado/Participação | Eleitorado/Participação                         | 1 164 | 34,45 / 100,00  | 3,87 |

#### Nossa Senhora das Neves
| Partido                 | Partido                                         | Votos | %               | +/-  |
| ----------------------- | ----------------------------------------------- | ----- | --------------- | ---- |
|                         | Partido Socialista                              | 174   | 37,42 / 100,00  | 0,78 |
|                         | Coligação Democrática Unitária                  | 149   | 32,04 / 100,00  | 7,62 |
|                         | Bloco de Esquerda                               | 46    | 9,89 / 100,00   | 5,35 |
|                         | Partido Social Democrata                        | 20    | 4,30 / 100,00   | -    |
|                         | Partido Comunista dos Trabalhadores Portugueses | 20    | 4,30 / 100,00   | 0,74 |
|                         | Basta!                                          | 8     | 1,72 / 100,00   | 1,72 |
|                         | Pessoas–Animais–Natureza                        | 7     | 1,51 / 100,00   | 0,50 |
|                         | CDS – Partido Popular                           | 6     | 1,29 / 100,00   | -    |
|                         | Partido Unido dos Reformados e Pensionistas     | 5     | 1,08 / 100,00   | Novo |
|                         | Outros (com menos de 1,00%)                     | 10    | 2,15 / 100,00   |      |
| Votos Inválidos         | Votos Inválidos                                 | 20    | 4,31 / 100,00   | 0,95 |
| Total                   | Total                                           | 465   | 100,00 / 100,00 |      |
| Eleitorado/Participação | Eleitorado/Participação                         | 1 423 | 32,68 / 100,00  | 6,31 |

#### Salvada e Quintos
| Partido                 | Partido                                         | Votos | %               | +/-   |
| ----------------------- | ----------------------------------------------- | ----- | --------------- | ----- |
|                         | Coligação Democrática Unitária                  | 159   | 39,45 / 100,00  | 14,48 |
|                         | Partido Socialista                              | 136   | 33,75 / 100,00  | 7,78  |
|                         | Partido Social Democrata                        | 17    | 4,22 / 100,00   | -     |
|                         | Bloco de Esquerda                               | 16    | 3,97 / 100,00   | 2,10  |
|                         | Partido Comunista dos Trabalhadores Portugueses | 14    | 3,47 / 100,00   | 1,02  |
|                         | CDS – Partido Popular                           | 12    | 2,98 / 100,00   | -     |
|                         | Aliança                                         | 6     | 1,49 / 100,00   | Novo  |
|                         | LIVRE                                           | 6     | 1,49 / 100,00   | 0,93  |
|                         | Pessoas–Animais–Natureza                        | 5     | 1,24 / 100,00   | 0,87  |
|                         | Outros (com menos de 1,00%)                     | 8     | 1,99 / 100,00   |       |
| Votos Inválidos         | Votos Inválidos                                 | 24    | 5,96 / 100,00   | 2,77  |
| Total                   | Total                                           | 403   | 100,00 / 100,00 |       |
| Eleitorado/Participação | Eleitorado/Participação                         | 1 075 | 37,49 / 100,00  | 6,86  |

#### Santa Clara de Louredo
| Partido                 | Partido                                         | Votos | %               | +/-   |
| ----------------------- | ----------------------------------------------- | ----- | --------------- | ----- |
|                         | Coligação Democrática Unitária                  | 96    | 40,34 / 100,00  | 12,71 |
|                         | Partido Socialista                              | 92    | 38,66 / 100,00  | 7,26  |
|                         | Partido Social Democrata                        | 9     | 3,78 / 100,00   | -     |
|                         | Bloco de Esquerda                               | 8     | 3,36 / 100,00   | 0,31  |
|                         | Pessoas–Animais–Natureza                        | 5     | 2,10 / 100,00   | 1,49  |
|                         | Aliança                                         | 5     | 2,10 / 100,00   | Novo  |
|                         | Partido Comunista dos Trabalhadores Portugueses | 5     | 2,10 / 100,00   | 0,88  |
|                         | Basta!                                          | 4     | 1,68 / 100,00   | 1,07  |
|                         | CDS – Partido Popular                           | 3     | 1,26 / 100,00   | -     |
|                         | Outros (com menos de 1,00%)                     | 3     | 1,26 / 100,00   |       |
| Votos Inválidos         | Votos Inválidos                                 | 8     | 3,36 / 100,00   | 0,62  |
| Total                   | Total                                           | 238   | 100,00 / 100,00 |       |
| Eleitorado/Participação | Eleitorado/Participação                         | 563   | 42,27 / 100,00  | 9,88  |

#### Santa Vitória e Mombeja
| Partido                 | Partido                                         | Votos | %               | +/-   |
| ----------------------- | ----------------------------------------------- | ----- | --------------- | ----- |
|                         | Partido Socialista                              | 120   | 39,60 / 100,00  | 4,28  |
|                         | Coligação Democrática Unitária                  | 95    | 31,35 / 100,00  | 14,42 |
|                         | Bloco de Esquerda                               | 28    | 9,24 / 100,00   | 5,76  |
|                         | Partido Comunista dos Trabalhadores Portugueses | 19    | 6,27 / 100,00   | 2,54  |
|                         | Partido Social Democrata                        | 8     | 2,64 / 100,00   | -     |
|                         | Basta!                                          | 7     | 2,31 / 100,00   | 2,31  |
|                         | Pessoas–Animais–Natureza                        | 5     | 1,65 / 100,00   | 1,15  |
|                         | CDS – Partido Popular                           | 4     | 1,32 / 100,00   | -     |
|                         | Outros (com menos de 1,00%)                     | 4     | 1,32 / 100,00   |       |
| Votos Inválidos         | Votos Inválidos                                 | 13    | 4,29 / 100,00   | 1,80  |
| Total                   | Total                                           | 303   | 100,00 / 100,00 |       |
| Eleitorado/Participação | Eleitorado/Participação                         | 766   | 39,56 / 100,00  | 6,59  |

#### São Matias
| Partido                 | Partido                                         | Votos | %               | +/-  |
| ----------------------- | ----------------------------------------------- | ----- | --------------- | ---- |
|                         | Partido Socialista                              | 65    | 47,45 / 100,00  | 1,33 |
|                         | Coligação Democrática Unitária                  | 26    | 18,98 / 100,00  | 7,24 |
|                         | Bloco de Esquerda                               | 20    | 14,60 / 100,00  | 9,72 |
|                         | Partido Social Democrata                        | 5     | 3,65 / 100,00   | -    |
|                         | CDS – Partido Popular                           | 4     | 2,92 / 100,00   | -    |
|                         | Pessoas–Animais–Natureza                        | 4     | 2,92 / 100,00   | 1,70 |
|                         | Partido Comunista dos Trabalhadores Portugueses | 3     | 2,19 / 100,00   | 0,86 |
|                         | Basta!                                          | 2     | 1,46 / 100,00   | 0,85 |
|                         | Outros (com menos de 1,00%)                     | 4     | 2,92 / 100,00   |      |
| Votos Inválidos         | Votos Inválidos                                 | 4     | 2,92 / 100,00   | 1,09 |
| Total                   | Total                                           | 137   | 100,00 / 100,00 |      |
| Eleitorado/Participação | Eleitorado/Participação                         | 451   | 30,38 / 100,00  | 3,43 |

#### Trigaches e São Brissos
| Partido                 | Partido                                         | Votos | %               | +/-   |
| ----------------------- | ----------------------------------------------- | ----- | --------------- | ----- |
|                         | Partido Socialista                              | 67    | 40,12 / 100,00  | 2,82  |
|                         | Coligação Democrática Unitária                  | 42    | 25,15 / 100,00  | 11,23 |
|                         | Bloco de Esquerda                               | 18    | 10,78 / 100,00  | 8,08  |
|                         | Partido Social Democrata                        | 6     | 3,59 / 100,00   | -     |
|                         | CDS – Partido Popular                           | 6     | 3,59 / 100,00   | -     |
|                         | Basta!                                          | 5     | 2,99 / 100,00   | 1,37  |
|                         | Partido Comunista dos Trabalhadores Portugueses | 2     | 1,20 / 100,00   | 1,50  |
|                         | Iniciativa Liberal                              | 2     | 1,20 / 100,00   | Novo  |
|                         | Outros (com menos de 1,00%)                     | 3     | 1,80 / 100,00   |       |
| Votos Inválidos         | Votos Inválidos                                 | 16    | 9,58 / 100,00   | 4,72  |
| Total                   | Total                                           | 167   | 100,00 / 100,00 |       |
| Eleitorado/Participação | Eleitorado/Participação                         | 463   | 36,07 / 100,00  | 0,49  |